# Храм Александра Невского (Самарканд)
Храм свято́го Алекса́ндра Не́вского — утраченный православный храм в Самарканде (ныне Узбекистан). Относился к Туркестанской епархии Русской православной церкви. Был разрушен советскими властями в 1954 году.

## История
Построен в 1899 году бывшим командующим войсками Самаркандской области графом Михаилом Ростовцевым на средства 2-го Уральского казачьего полка. Здание из жжёного кирпича располагалось на окраине Самарканда, неподалеку от вокзала, и вмещало до 500 человек. Церковь имела богатое убранство. По штату ей был положен один священник. Богослужения совершались вторым священником храма Георгия Победоносца. В 1908 году при полку была учреждена походная церковь во имя благоверного князя Александра Невского.
В советское время храм был закрыт. В 1951[уточнить]году для расширения привокзальной площади было принято решение о его сносе. Снесён в 1954 году[уточнить].